# 562964 Hudin
562964 Hudin è un asteroide della fascia principale. Scoperto nel 2014, presenta un'orbita caratterizzata da un semiasse maggiore pari a 2,7608974 au e da un'eccentricità di 0,1453816, inclinata di 8,11181° rispetto all'eclittica.